# Малик-Чардак
Ма́лик-Чарда́к (болг. Малък чардак) — село в Пловдивській області Болгарії. Входить до складу общини Сиєдиненіє.

## Населення
За даними перепису населення 2011 року у селі проживали 498 осіб.
Національний склад населення села:
| Національність   | Кількість осіб | Відсоток |
| ---------------- | -------------- | -------- |
| болгари          | 458            | 94,8%    |
| турки            | 19             | 3,9%     |
| цигани           | 4              | 0,8%     |
| Всього відповіли | 483            |          |

Розподіл населення за віком у 2011 році:
Динаміка населення: